# Sommaren med Wanja
Sommaren med Wanja är en svensk porrfilm från 1980 i regi av Arlanch Heinz.

## Medverkande
- Yvonne Jonsson – Wanja
- Bertil Svensson – Börje
- Harry Andersson
- Mona Jörgensson
- Steven Collins
- Kurre Levin
- Leila Waranjemi
- Ulla Leinonen
- Kerstin Williamsson
- Orvar Pedersen
- Inger Olsson

### Fotnoter
1. ↑  ”Sommaren med Wanja”. Svensk Filmdatabas. http://sfi.se/sv/svensk-filmdatabas/Item/?itemid=7720&type=MOVIE&iv=Basic&ref=/templates/SwedishFilmSearchResult.aspx?id%3d1225%26epslanguage%3dsv%26searchword%3dsommaren+med+wanja%26type%3dMovieTitle%26match%3dBegin%26page%3d1%26prom%3dFalse. Läst 14 maj 2013.